# Station Yamazaki
Station Yamazaki (山崎駅, Yamazaki-eki) is een spoorwegstation in de Japanse  stad Oyamazaki. Het wordt aangedaan door de JR Kioto-lijn. Het station heeft vier sporen, waarvan twee passeersporen.

## Treindienst

### JR West
| 1 | ■ Doorgaande treinen |                                         |
| 2 | ■ JR Kioto-lijn      | richting Osaka, Shin-Osaka en Sannomiya |
| 3 | ■ JR Kioto-lijn      | richting Kioto en Kusatsu               |
| 4 | ■ Doorgaande treinen |                                         |

## Geschiedenis
Het station werd in 1876 geopend.

## Overig openbaar vervoer
Bussen van Hankyu en Keihan

## Stationsomgeving
- Station Oyamazaki aan de Hankyu Kyoto-lijn
- Ruïnes van de slag bij Yamazaki
- Minase-schrijn
- Sekidaimyō-schrijn
- Oyamazaki-Sansō-museum
- Dainen-tempel
- Hōshaku-tempel
- Yamazaki-Shōten-tempel
- Suntory Yamazaki Distelleerderij
- Kasteel van Yamazaki
- Daily Yamazaki

(Biwako-lijn<<) · Kyoto · Nishiōji · Katsuragawa · Mukōmachi · Nagaokakyō · Yamazaki · Shimamoto · Takatsuki · Settsu-Tonda · Ibaraki · Senrioka · Kishibe · Suita · Higashi-Yodogawa ·  Shin-Ōsaka · Ōsaka · (>>JR Kōbe-lijn) 